# 基尔南·迪尤斯伯里-霍尔
基尔南·弗兰克·迪尤斯伯里-霍尔（英語：Kiernan Frank Dewsbury-Hall；1998年9月6日—）是英格蘭足球運動員，在場上的位置是中場。現在效力於英超球隊愛華頓。

## 球會生涯
迪尤斯伯里-霍尔8歲時便加入莱斯特城足球學院學習踢球，2017年與球隊簽下首份職業合約，2019年當選為發展隊年度最佳球員。2020年1月25日，他在英格蘭足總盃首次代表球會上場，參加以1-0淘汰布伦特福德的比賽。兩天後他被外借至黑池至球季結束，外借首場比賽對韦康比流浪者便取得進球。
2020年10月16日，迪尤斯伯里-霍爾與球會簽下一份新的四年合約，然後外借到卢顿至季末。
2021年8月28日，迪尤斯伯里-霍爾在莱斯特城2-1擊敗诺维奇城的比賽中首次在英超亮相。
2022年4月10日，迪尤斯伯里-霍爾在對陣水晶宮的比賽大放異彩，踢進在英超聯賽的首球，助球隊以2比1勝出。
2022年6月24日，迪尤斯伯里-霍爾與萊斯特城簽訂了一份新的長期合約，有效期至2027年。
2024年7月2日，迪尤斯伯里-霍爾與車路士簽下5年合約，當中有加簽一年的條款。據知轉會費為3000萬鎊。

## 榮譽

### 俱乐部
莱斯特城
- 英格蘭社區盾冠軍：2021年
- 英冠冠軍：2023-24賽季[14]

 切尔西
- 欧洲协会联赛冠軍：2024–25年

### 個人
- 莱斯特城賽季最佳青年球員：2021-22賽季[15]
- 莱斯特城賽季最佳球員（球員票選）：2021-22賽季[15]
- 欧足联欧洲协会联赛賽季最佳陣容：2021-22賽季[16]